# Cha no aji

Cha no aji utspelas i Tochigi prefektur norr om Tokyo.

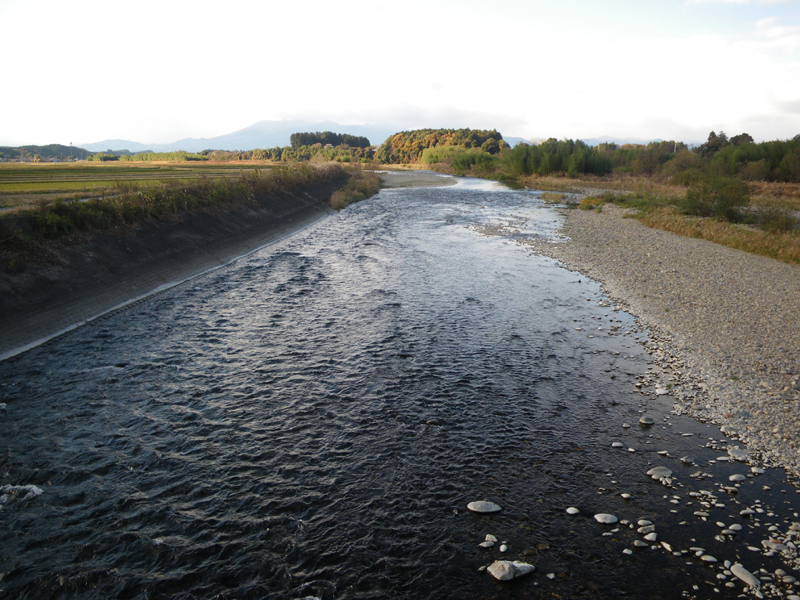
Filmhandlingen äger runt ute på landet, ofta i närheten av någon av prefekturens många floder.

Cha no aji (japanska: 茶の味; engelska: The Taste of Tea?) är en japansk långfilm från 2004. Denna egensinniga familjekrönika med surrealistiska inslag var japanske manusförfattaren och filmregissören Katsuhito Ishiis tredje långfilm. Den valdes 2004 till officiell inledningsfilm vid Filmfestivalen i Cannes.

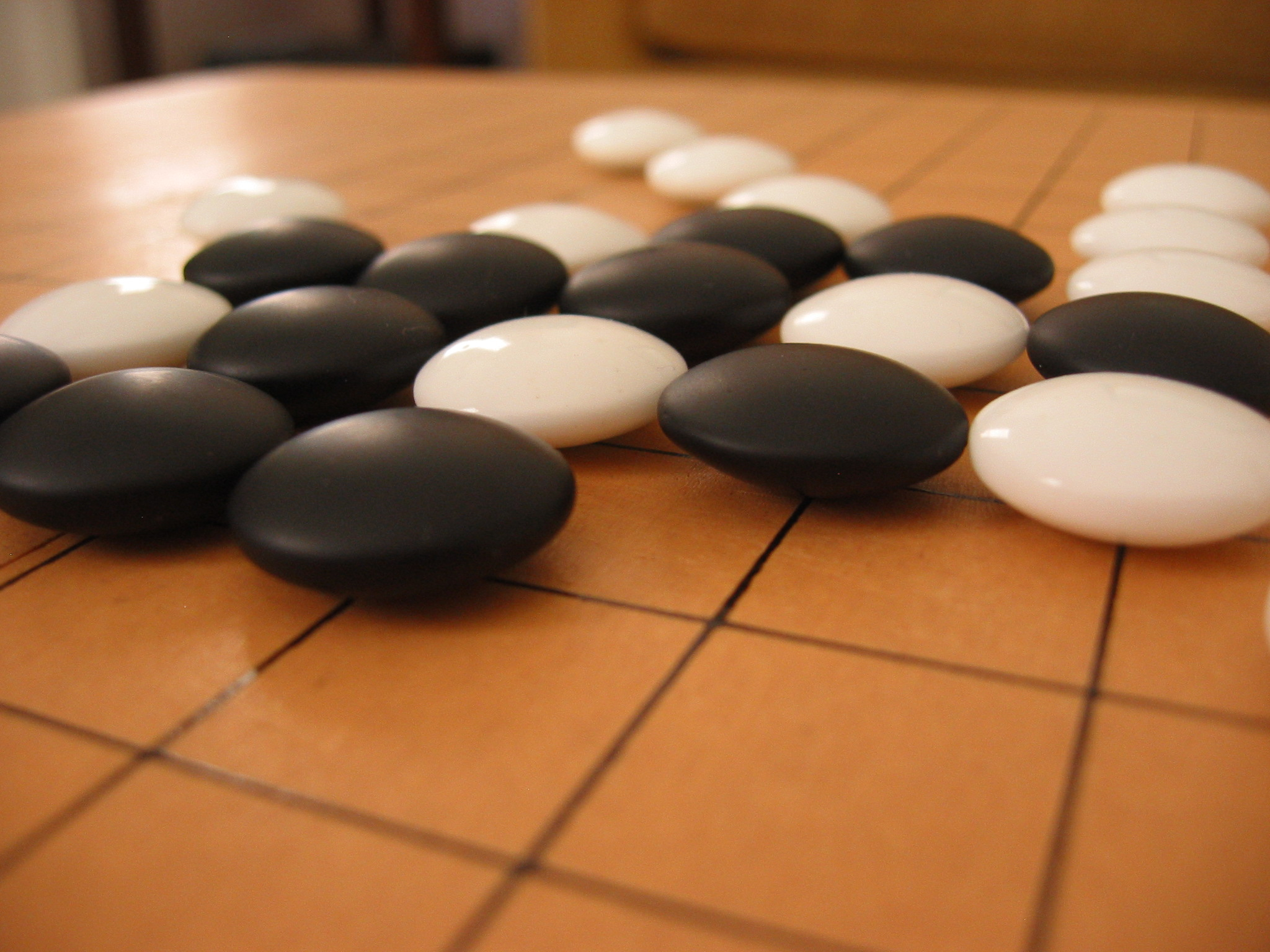
I filmen spelar man brädspelet go.

## Handling
Filmen kretsar kring familjen Haruno, som bor i den lantliga Tochigi prefektur norr om Tokyo. Familjefadern Nobuo är hypnoterapeut, och han har lärt sin son Hajime att spela go. Hajime blir en utmärkt gospelare, men han har problem med flickor och med sin pubertet. Yoshiko vägrar vara en vanlig hemmafru och hjälper hemifrån till på animationsprojekt. Hon tar då hjälp av sin far Akira, en gammal excentrisk man som är en före detta animatör och som bland annat får ställa upp med utarbetandet av poser för Yoshikos teckningar.
Den åttaåriga Sachiko får ibland "sällskap" av en tyst, gigantisk kopia av sig själv som antingen kopierar hennes handlingar eller bara tittar på henne. Sachiko grunnar på sätt att bli av med jättekopian. Farbror Ayano är ljudtekniker och skivproducent, och bor med familjen för en tid. Han går i sina egna tankar och försöker avsluta en gammal relation. Ayano berättar om en märklig episod från sin barndom, en episod som Sachiko har svårt att glömma.

### Rollista
"Familjen"
- Nobuo Haruno (♂, far i familjen) – spelad av Tomokazu Miura (född 1952)
- Yoshiko Haruno (♀, mor) – Satomi Tezuka (född 1961)
- Sachiko Haruno (♀, dotter) – Maya Banno (född 1996)
- Hajime Haruno (♂, son) – Takahiro Sato (född 1985)
- Ayano Haruno (♂, barnens farbror/morbror) – Tadanobu Asano (född 1973)
- Akira Todoroki (♂, barnens morfar) – Tatsuya Gashuin (född 1950)

Övriga
- Akira Terako (♀, Ayanos f.d. flickvän) – Tomoko Nakajima (född 1971)
- Ikki Todoroki (♂, svåger[källa behövs] till Haruno-bröderna) – Ikki Todoroki (född 1969)
- Aoi Suzuishi (♀, ny klasskamrat till Hajime) – Anna Tsuchiya (född 1984)
- Morio Moriyama (♂, dansare som Ayano möter vid floden) – Kaiji Moriyama (född 1973)
- Kasukabe (♂, regissör för animeprojektet Yoshiko arbetar med) – Hideaki Anno (född 1960)

## Produktion och mottagande

### Produktion
Flera av filmens rollfigurer arbetar med animation. Regissören Ishii hade själv erfarenhet från anime-sammanhang, och 2003 regisserade han tillsammans med Takeshi Koike OVA:n Trava: Fist Planet. Koike ansvarade även för animationen av 3-minutersfilmen Super Big, som filmens rollfigurer är inblandade i. I rollen som Kasukabe, Super Bigs regissör, stod Hideaki Anno.
Filmtiteln – "Smaken av te" – förklarade Ishii (i intervjumaterialet som medföljde specialutgåvans bonus-DVD) med att "Människor dricker alla sorters teer, och egentligen betyder det inte så mycket vad det smakar. Filmen är inte alltför djup – uppfriskande är nog istället rätt ord." Och om valet av Anna Tsuchiya i rollen som Hajime Harunos nya klasskompis, sa han: "Berättelsen är subtilt berättad, och jag ville bara ha ett sött ansikte. Hon kan både vara oslipad i kanterna och söt.

### Mottagande
Cha no aji hade japansk biopremiär 17 juli 2004. Under 2004 och 2005 visades den flitigt på internationella filmfestivaler, där den belönades med ett antal priser (se rubriken "Utmärkelser"). Den utsågs 2004 till officiell öppningsfilm vid Filmfestivalen i Cannes. Vid 2004 års filmfestival i Tallinn belönades den med Netpac-priset, bland annat för sin "mästerliga regi där fantastiska, absurda och humoristiska element blandas med ömma karaktärsbetraktelser för sin porträttering av en familj.
Samuel Tubez på Cinemafantastique.net beskrev den som en förening mellan Ozus klassiska familjedramer och mer moderna effekter. Han ansåg att föreningen blev lyckad tack vare en begåvad regissör som ger oss ett antal både rörande och poetiska scener. De surrealistiska scenerna gör att han kommer att tänka på både Magritte och Ishiis japanska filmkollegor Miyazaki och Miike.

## Utmärkelser
- 2004 – Grand Prix samt Prix du public vid Festival Entrevues i Belfort (Frankrike)[6]
- 2004 – Best Feature Film vid Hawaii International Film Festival[7]
- 2004 – Best New Actress (Anna Tsuchiya) vid Hochi Film Awards (Japan)[8]
- 2004 – Orient Express Award - Special Mention vid Filmfestivalen i Sitges[5]
- 2004 – Netpac Award vid Tallinna Pimedate Ööde Filmfestival[5]
- 2005 – Audience Award vid Dejima Japanese Film Festival (Amsterdam)[5]
- 2005 – Best Asian Film vid Filmfestivalen Fantasia (Montréal)[5]
- 2005 – Audience Award vid New York Asian Film Festival[9]
- 2005 – Best New Actress (Anna Tsuchiya) vid Kinema Junpo Awards (Tokyo)[5]
- 2005 – Sponichi Grand Prize New Talent (Anna Tsuchiya) vid Mainichi Film Concours[5]
- 2005 – Festival Prize – Best New Talent vid Yokohamas filmfestival

## Distribution
- Frankrike	– The Taste of Tea (Filmfestivalen i Cannes 13 maj 2004, dubbel-DVD 9 november 2005)
- Tjeckien – (Karlovy Vary International Film Festival 2 juli 2004)
- Japan – 茶の味 (Cha no aji, bio 17 juli 2004, dubbel-DVD 25 februari 2005)
- Sydkorea – (Nokchaui mat, Puchon International Fantastic Film Festival 19 juli 2004, 23 november 2006)
- USA – The Taste of Tea (Chicago International Film Festival 12 oktober 2004, bio i New York 23 februari 2007)
- Argentina – El sabor del té (Mar del Plata Film Festival 11 mars 2005, 25 maj 2006)
- Tyskland – (Nippon Connection Film Festival 15 april 2005)
- Nederländerna – (Dejima Japanese Film Festival 28 maj 2005)
- Belgien – (17 augusti 2005)
- Brasilien – (Rio de Janeiro International Film Festival 23 september 2005)
- Ungern – A tea íze (Titanic International Filmpresence Festival 31 mars 2006)

Källor: 

## Bildgalleri

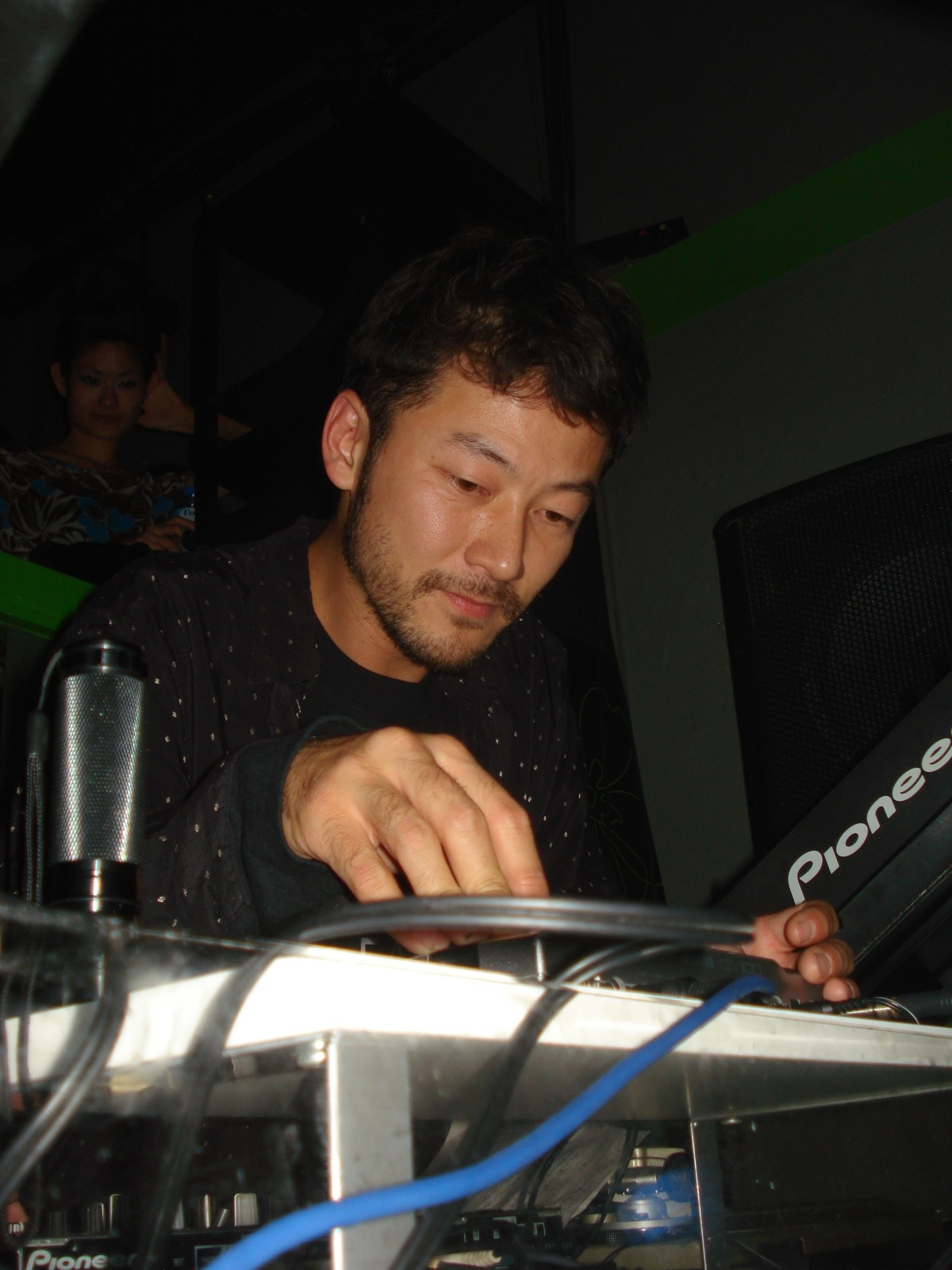
I filmen spelar Tadanobu Asano morbror/farbror till familjens barn.
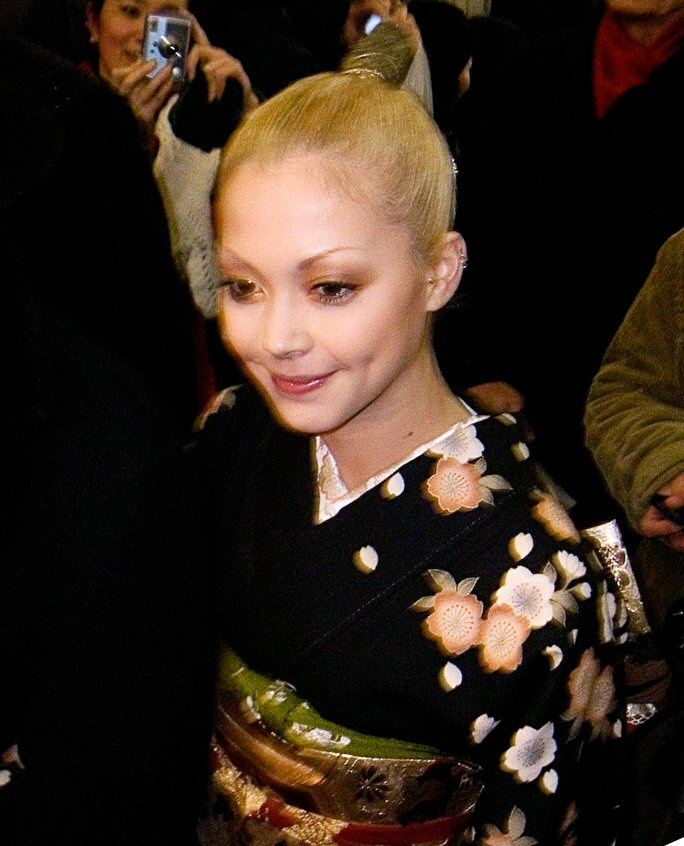
Anna Tsuchiya spelar klasskamrat till sonen i familjen.
Hideaki Anno spelar i filmen en animeregissör.